# Естрамјак
Естрамјак (фр. Estramiac) насеље је и општина у јужној Француској у региону Миди Пирене, у департману Жерс која припада префектури Кондом.
По подацима из 2011. године у општини је живело 137 становника, а густина насељености је износила 14,14 становника/km². Општина се простире на површини од 9,69 km². Налази се на средњој надморској висини од 178 метара (максималној 212 m, а минималној 106 m).

## Демографија
| 1962. | 1968. | 1975. | 1982. | 1990. | 1999. | 2011. |
| ----- | ----- | ----- | ----- | ----- | ----- | ----- |
| 211   | 211   | 195   | 179   | 160   | 132   | 137   |

График промене броја становника у току последњих година